# Mesoptyelus
Mesoptyelus is een geslacht van halfvleugeligen uit de familie Aphrophoridae. De wetenschappelijke naam van dit geslacht is voor het eerst geldig gepubliceerd in 1904 door Matsumura.

## Soorten
Het geslacht Mesoptyelus omvat de volgende soorten:
- Mesoptyelus arisanus Matsumura, 1940
- Mesoptyelus auropilosus Kato, 1933
- Mesoptyelus coreanus Matsumura, 1940
- Mesoptyelus fascialis Kato, 1933
- Mesoptyelus karenkonis Matsumura, 1940
- Mesoptyelus nengyosanus Matsumura, 1942
- Mesoptyelus nigrifrons Matsumura, 1904
- Mesoptyelus okamotonis Matsumura, 1940
- Mesoptyelus yagonis Matsumura, 1940